# الشاب قادر
الشاب قادر واسمه الأصلي قادر المرابط هو مغني مغربي لموسيقى الراي، ولد وترعرع في سيدي الهواري في وهران بالجزائر، قبل أن يعود للمغرب رفقة أسرته سنة 1975 ليهاجر فيما بعد مع والده إلى فرنسا سنة 1976.

## أسلوبه الفني
يتميز الشاب قادر بأسولب فني فريد، فهو حاول إضفاء أسلوب موسيقي كلاسيكي مختلف، على فن الراي، والجمع بين التقليدي والمعاصر.

## الغياب والعودة البطيئة

صورة غلاف ألبوم أسطوانة موسيقي للشاب قادر، تحت عنوان "ديما راي" 2011

أثر الغياب الكبير للشاب قادر عن الساحة الفنية المغاربية، على مركزه وحضوره الإعلامي بعد صعود نجمه بين سنتي 1991 إلى 2000، التي أصدر فيها أربع البومات ناجحة.
عاد بألبوم عنونه ب «ديما راي» سنة 2011، وافتتحه بأغنية «بغيت بلادي».

## أهم الأغاني
| - الطير (غير طار وطاح) - بغيت بلادي - غايبه - ماجيتي - ديما راي - سيدي الهواري - حمامي | - محاينك ياقلبي - سالو - سال دم دراعي - زينه - لميمة |

## وصلات خارجية
- الشاب قادر على موقع ميوزك برينز (الإنجليزية)
- الشاب قادر على موقع ديسكوغز (الإنجليزية)